# Bukit Sawat
Bukit Sawat (malaiisch Mukim Bukit Sawat) ist ein Mukim oder Verwaltungsbezirk des Daerah Belait von Brunei. Er hat 794 Einwohner (Stand: 2016). Der Mukim ist nach dem gleichnamigen Dorf Kampong Bukit Sawat benannt.
Der Name „Bukit“ ist das malaische Wort für Hügel und „Sawat“ ist möglicherweise der Name einer Frucht.

## Geographie

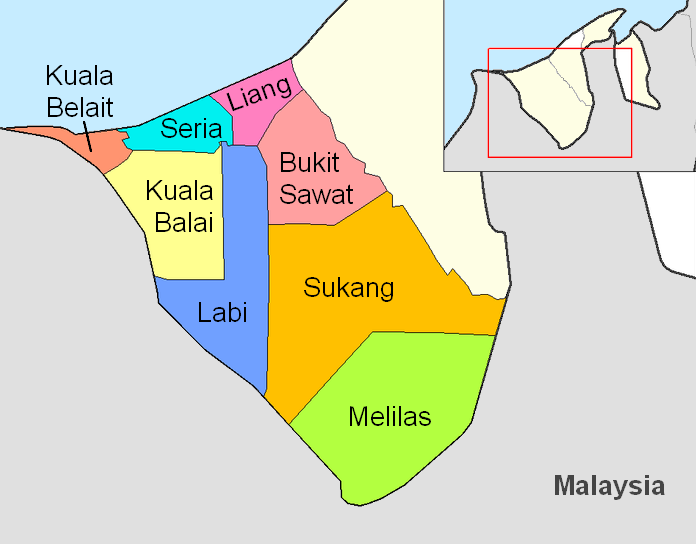
Bezirke in Belait

Bukit Sawat liegt im Osten des Distrikt Belait District und grenzt an die Mukim Telisai (Tutong (Distrikt)) im Norden, Mukim Ukong (Tutong) im Nordosten, Mukim Rambai (Tutong) im Osten, Mukim Sukang im Süden, Mukim Labi im Westen und Mukim Liang im Nordwesten.
| Liang           | Norden: Telisai Tutong (Distrikt) | Ukong Tutong (Distrikt) |
| Westen: Labi    |                                   | Osten: Rambai Tutong    |
| Südwesten: Labi | Süden: Sukang                     | Südosten: Sukang        |

Der Verwaltungsbezirk hat keinen Zugang zum Südchinesischen Meeres, ist aber nur wenige Kilometer von der Küste entfernt. Er liegt im Hinterland von Brunei, wo dichter Tropischer Regenwald vorherrscht. Die Schutzgebiete Andulau Forest Reserve und Tasek Merimbun Heritage Park grenzen im Norden und Osten direkt an, während sich nach Südwesten und Süden das Labi Forest Reserve anschließt. Der Sungai Ubar (später „Sungai Tepangan“ ?) ist der bedeutendste Fluss in dem wasserreichen Gebiet. Auf Karten sind Hügel eingezeichnet, die jedoch nicht mehr als 26 m Höhe erreichen.

## Verwaltungsgliederung
Der Mukim Bukit Sawat besteht aus den Ortschaften:
- Kampong Sungai Mau
- Kampong Bisut
- Kampong Sungai Ubar
- Kampong Bukit Sawat
- Kampong Bukit Kandol
- Kampong Bukit Serawong
- Kampong Ubok-Ubok
- Kampong Labi Lakang
- Kampong Kagu
- Kampong Singap
- Kampong Merangking Ulu
- Kampong Merangking Hilir
- Kampong Laong Arut
- Kampong Tarap
- Kampong Bang Pukul
- Kampong Bang Tajuk
- Kampong Pulu Apil
- Kampong Pengkalan Siong
- Kampong Pengkalan Sungai Mau

Jede dieser Ortschaften hat einen eigenen Ortsvorstand (ketua kampung).